# Petrik Sander
Petrik Sander (* 17. November 1960 in Quedlinburg) ist ein deutscher ehemaliger Fußballspieler und heutiger Fußballtrainer. Bekannt wurde er vor allem durch seine Tätigkeit bei Energie Cottbus.

## Vereinskarriere
Schon in den frühen Jahren seiner Karriere spielte er bei Energie Cottbus seine ersten DDR-Oberliga-Spiele. Die Vereinsführung wollte ihm jedoch nur dann eine der knappen Wohnungen zuteilen, wenn er seine damalige Freundin (und heutige Frau) heiraten würde. Sander wollte jedoch den Zeitpunkt seiner Hochzeit selbst bestimmen und verließ daher den Verein. Zurück in seiner Heimat spielte er bei Motor Quedlinburg in der Bezirksliga. Von 1987 bis 1991 spielte er wieder bei Energie Cottbus. Seine übrigen Stationen als Spieler waren Motor Nordhausen und ASG Vorwärts Cottbus Süd. Insgesamt absolvierte er 80 Spiele (27 Tore) in der DDR-Oberliga sowie 87 Einsätze (43 Tore) in der DDR-Liga.

## Trainerkarriere
Seine Trainerlaufbahn begann Petrik Sander zunächst bei den Amateuren des FC Energie Cottbus, bevor er 1997 Co-Trainer bei den Profis wurde. Am 23. November 2004 übernahm er schließlich das Amt des Cheftrainers beim FC Energie, nachdem Eduard Geyer wegen Erfolglosigkeit beurlaubt worden war. Er verhinderte, mit nur einem Tor Unterschied, den Abstieg in die Regionalliga. Am 1. April 2005 explodierte beim Spiel FC Erzgebirge Aue gegen FC Energie Cottbus in der 86. Minute (Aue führte 2:0) neben Sander eine Rakete, die von einem Cottbuser „Fan“ außerhalb des Stadions abgeschossen wurde. Das Spiel stand kurz vor dem Abbruch, wurde dann aber nach einer Unterbrechung bis zum regulären Ende fortgesetzt. Sander hat seitdem einen Hörschaden am rechten Ohr.
Am 27. Januar 2006 verlängerte Petrik Sander seinen Vertrag vorzeitig bis 2008. Im Mai 2006 schaffte er mit Cottbus den Wiederaufstieg in die 1. Liga und ein Jahr später erreichte er bereits drei Spieltage vor Saisonende mit seiner Mannschaft den Klassenverbleib in der 1. Bundesliga. Nach jedoch nur zwei von 18 möglichen Punkten zu Beginn der Saison 2007/08 und Tabellenplatz 18 wurde am 23. September 2007 die Entlassung Sanders bekanntgegeben. Neben dem ausbleibenden sportlichen Erfolg führten auch Differenzen mit Präsident Ulrich Lepsch zu Sanders Entlassung.
Im November 2008 übernahm Sander den Posten des Cheftrainers beim Drittligisten VfR Aalen, der sich zu dem Zeitpunkt auf dem 13. Tabellenplatz befand. Er trat damit die Nachfolge des aus gesundheitlichen Gründen als Trainer zurückgetretenen Jürgen Kohler an. Nach zwei Niederlagen gegen direkte Konkurrenten stand der VfR vier Spieltage vor Saisonende auf einem Abstiegsplatz. Daraufhin reichte Sander zusammen mit dem Sportdirektor Jürgen Kohler seinen Rücktritt ein.
Am 27. Dezember 2009 wurde er Cheftrainer des Zweitligisten TuS Koblenz, den er vor dem Abstieg in die 3. Liga bewahren sollte, was jedoch nicht gelang. Trotzdem erhielt Petrik Sander einen neuen Vertrag bei der TuS Koblenz, um den Neuaufbau in Liga 3 in Angriff zu nehmen. Er unterschrieb im Mai 2010 einen Vertrag bis zum Ende der Saison 2010/2011. Aufgrund der finanziellen Schwierigkeiten zog sich der Verein aber nach Beendigung der Saison 2010/2011 aus der 3. Liga zurück. Sander erklärte daraufhin, dass er keinen neuen Vertrag in Koblenz unterschreiben werde.
Am 7. November 2011 gab der sich in der 3. Liga in akuter Abstiegsgefahr befindende FC Carl Zeiss Jena bekannt, dass Sander als neuer Trainer verpflichtet worden sei. Sander erhielt einen bis zum 30. Juni 2012 geltenden Vertrag, der sich im Falle des Klassenerhalts um ein weiteres Jahr bis Juni 2013 verlängert. Trotz des verpassten Klassenerhalts und des Abstiegs in die Regionalliga erhielt Sander einen neuen Vertrag über ein Jahr bis Juni 2013 und sollte den Verein in der Spitzengruppe der Regionalliga etablieren. Ende Mai 2013 wurde sein Vertrag um ein weiteres Jahr bis Sommer 2014 verlängert, von diesem wurde er jedoch im August 2013 wieder entbunden und vom Dienst freigestellt.
Im Dezember 2014 wurde Sander erneut Trainer der TuS Koblenz. Nach der Freistellung von Teamchef Evangelos Nessos wurde Sander als neuer Trainer präsentiert. Sander blieb auch nach dem Abstieg der TuS Koblenz in die Oberliga Rheinland-Pfalz/Saar im Amt und führte Koblenz umgehend zur Oberliga-Meisterschaft 2016 und damit zurück in die Regionalliga. Nachdem der Klub nach zwei Niederlagen zum Jahresstart 2018 auf den 17. Tabellenplatz der Regionalliga Südwest abrutschte, wurde Sander am 11. Februar 2018 entlassen. Seit dem 28. Februar 2019 war Sander Cheftrainer beim sächsischen Regionalligisten FSV Budissa Bautzen, welchen er nach dem Abstieg im Sommer 2019 wieder verließ.
Im Juli 2020 verpflichtete der 1. FC Magdeburg Petrik Sander als Trainer für die-A Junioren. Zwei Jahre später übernahm Sander die Zweitvertretung der Magdeburger Profis und führte diese in der ersten Saison zum Aufstieg in die NOFV Oberliga Süd.

## Erfolge als Trainer
- 2006: Aufstieg in die Fußball-Bundesliga mit dem FC Energie Cottbus
- 2016: Meisterschaft der Oberliga Rheinland-Pfalz/Saar und Aufstieg in die Fußball-Regionalliga Südwest mit der TuS Koblenz
- 2017: Rheinlandpokal-Sieger mit der TuS Koblenz